# تيفاني وليامز
تيفاني وليامز (بالإنجليزية: Tiffany Williams)‏ هي عداءة سريعة أمريكية، ولدت في 5 فبراير 1983 في ميامي في الولايات المتحدة.

## وصلات خارجية
- تيفاني وليامز على موقع الاتحاد الدولي لألعاب القوى (الإنجليزية)
- تيفاني وليامز على موقع الاتحاد الأمريكي لسباقات المضمار والميدان (الإنجليزية)
- تيفاني وليامز على موقع الدوري الماسي (الإنجليزية)
- تيفاني وليامز على موقع أوليمبيديا (الإنجليزية)
- تيفاني وليامز على موقع اللجنة الأولمبية والبارالمبية الأمريكية (الإنجليزية)